# Cardamine paucijuga
Cardamine paucijuga är en korsblommig växtart som beskrevs av Porphir Kiril Nicolai Stepanowitsch Turczaninow. Cardamine paucijuga ingår i släktet bräsmor, och familjen korsblommiga växter. Inga underarter finns listade i Catalogue of Life.